# Herbstia (zoologia)
Herbstia H. Milne Edwards, 1834 è un genere di crostacei decapodi della famiglia Epialtidae.

## Tassonomia
- Herbstia camptacantha (Stimpson, 1871)
- Herbstia condyliata (Fabricius, 1787)
- Herbstia crassipes (A. Milne-Edwards, 1873)
- Herbstia depressa Stimpson, 1860
- Herbstia edwardsii Bell, 1835
- Herbstia nitida Manning & Holthuis, 1981
- Herbstia parvifrons J. W. Randall, 1840
- Herbstia pubescens Stimpson, 1871
- Herbstia pyriformis (Bell, 1835)
- Herbstia rubra A. Milne-Edwards, 1869
- Herbstia tumida (Stimpson, 1871)